# 2017年夏季世界大學運動會撞球比賽
2017年夏季世界大學運動會撞球比賽於2017年8月25日至8月29日在花博公園爭艷館舉行。該項比賽的獎牌不計入在本賽事的獎牌榜。

## 參賽國家
- 中华台北（8） (主辦國)
- 日本（2）
- 蒙古（4）
- 挪威（2）
- 菲律宾（2）
- 新加坡（4）
- 斯洛文尼亚（3）
- 韩国（4）

## 獎牌榜
| 排名 | 国家／地区 | 金牌 | 银牌 | 铜牌 | 總數 |
| ---- | ---------- | ---- | ---- | ---- | ---- |
| 1    | 中华台北   | 4    | 1    | 1    | 6    |
| 2    | 蒙古       | 0    | 1    | 1    | 2    |
| 3    | 日本       | 0    | 1    | 0    | 1    |
| 3    | 韩国       | 0    | 1    | 0    | 1    |
| 5    | 挪威       | 0    | 0    | 2    | 2    |
| 總計 | 總計       | 4    | 4    | 4    | 12   |

## 獲勝者
| 項目                   | 金牌                       | 银牌                           | 铜牌                                            |
| 男子9號球單打 （詳細） | 許睿安（中华台北）         | 劉政（中华台北）               | Eirik Riisnaes（挪威）                          |
| 女子9號球單打 （詳細） | 古正晴（中华台北）         | Narantuya Bayarsaikhan（蒙古） | 吳芷婷（中华台北）                              |
| 男子9號球雙打 （詳細） | 柯秉逸、柯秉中（中华台北） | 宍戶隆之、鈴木謙吾（日本）     | Eirik Riisnaes、Matias Saetre（挪威）           |
| 女子9號球雙打 （詳細） | 魏子茜、郭思廷（中华台北） | 張玧蕙、鄭恩秀（韩国）         | Narantuya Bayarsaikhan、Uyanga Battulga（蒙古） |

## 外部連結
- 2017年夏季世界大學運動會－撞球（页面存档备份，存于）